# Државни одбор за сузбијање заразних болести у Великом рату
Државни одбор за сузбијање заразних болести у Великом рату био је привремена институција владе Србије која је имала задатак да на стратегијском и тактичком нивоу сузбије даље ширење епидемије пегавца и повратног тифуса у Краљевини Србији, која се јавила 1914. а свој максимум достигла с почетка 1915. године. Одбор је незванично постојао од око 21. јануара 1915. године на челу са председником Велисавом Вуловићем, и радио је током читавог трајања епидемија пегавца и повратног тифуса у Краљевини Србији.

## Предуслови
Замисао да се епидемија пегавца 1914/15. масовним „развашљивањем“ може заустави била је двоструко пионирски подухват, који је тиме носио кумулативну „неизвесност“, зато не баш малу.
За стратешко опредељење је требало имати одговарајућу тактику, а њу, опет, нико у свету није имао, па ни српска санитет, иако је био најзаинтересованији.
Оно што су други примењивали готово индивидуално као хигијенску меру, и лекари Србије су знали и примењивали.
Ратну 1914. Србија је успешно завршила победама над аустроугарским трупама – у августу на Церу и у децембру на Колубари. Ове две победе знатно су подигле углед Србије. Међутим, наличје ратних победа представљали су огромни губици у људству, разарања и пустошења, као и нова искушења попут болесту која је претила  исцрпљеној земљи. Према подацима који су 1919. изнети на Мировној конференцији у Паризу, у току 1914. Србија је имала 69.022 погинулих или умрлих од последица рањавања или болести. Поједини крајеви земље (Мачва, Подриње, Посавина) били су разорени и попаљени, требало је хранити велики број избеглица (из опустошених крајева, али и из Срема и источне Босне), привредна активност је потпуно замрла, владала је велика оскудица у војном материјалу, намирницама, новцу, радној снази, а требало је издржавати и 60.000 заробљеника.
Такво стање додатно је погоршала епидемија пегавог тифуса која је шест месеци харала Србијом. Пегави тифус, који се преноси белим вашима, као акутна инфективна болест јављала се у облику епидемија, као последица лоших хигијенских и епидемиолошких прилика. Први спорадични случајеви су забележени у октобру 1914, а до појаве епидемије дошло је у зиму 1914. посредством аустроугарских заробљеника. Иза аустроугарске војске остали су несахрањени погинули војници и убијени цивили, незакопани лешеви стоке, гомиле ђубрета на отвореном и по објектима, хигијена у болницама је била далеко испод прихватљивог нивоа, а преносиоци заразе – ваши у ројевима су гмизали по местима на којима су боравили аустроугарски војници. Све ово, као и опште стање у остатку земље, представљало је „плодно тле“ за брзо ширење заразе. Из Ваљева, које је било епицентар епидемије, колоне заробљеника и избеглица, рањеника и болесника, у којима су оболели ишли заједно са здравима, раширили су болест по целој Србији. 
Била је то једна од најтежих епидемија изазваних инфективним болестима. Према данку у људским животима (како припадника војска тако и цивилног становништва), спада у ред највећих за које свет до тада знао, што потврђује и оцене др Хантера, да је ова епидемија пегавог тифуса у Србији била „најизненаднија епидемија по пореклу, најбржа по току, највећа у интензитету, а најбрже заустављена од свих познатих оваквих епидемија у историји“.
Почетком фебруара 1915. године у током епидемији догодила се још један помор као последица ове пошасти. Већина српских лекара оболела је од пегавца, лечећи болеснике, тако да је коначан биланс био; да је од 595 српских лекара њих 122 (око 20%) умрло у току ове епидемије.
На појаву епидемије, поред ратних дејстава, непрестане миграције становништва и лоших хигијенских и економских прилика у земљи, утицао је и велики број заражених Аустријских војника, међу којима се болест прво и појавила. Међутим као основни разлог историчари српске медицине наводе и лошу организацију војног и цивилног санитета, с краја 1914. године, у Србији, која је управо изшла из балканских ратова, са премало лекара, и непознавањем епидемиологије ове заразне болести. Студирајући медицину у западној Европи, и поред солидно стеченог знања, српски лекари нису могли сазнати све о пегавцу, јер је у тим центрима болест била искорењена средином 19. века. Осим тога, српски санитет имао је премали број лекара, свега око 600 на 4.500.000 становника и 30.000 војника редовне војске, односно 409 лекара, на преко 400.000 мобилисаних војника у рату.
Како су у Србији, пре настанка епидемије 1914. и 1915. године, регистровани само спорадични случајеви пегавог тифуса у појединим крајевима, тешко је поверовати да је епидемија букнула из аутохтоних спорадичних жаришта, узимајући у обзир интензитет и брзину развоја епидемијског процеса. Питање где се најпре појавио пегави тифус у Србији и даље остаје непознаница – код избеглица, у српској војсци или код Аустријанаца.

## Оснивање и делатаност
Српске новине, 10. марта. 1915. године, са информацијом коју су добили из Општег одељења Министарства грађевина, обавестиле су српску јавност да је у Нишу, по одлуци бр. 2050 од 8. марта 1915. Министарског савета образован Државни одбор за сузбијање заразних болести.
Одбор је настао из Општег одељења Министарства грађевинарства Краљевине Србије бр. 2050 од 08. марта 1915. године у Нишу, према одлуци Министарствког савет као као Државни одбор за сузбијање заразних болести, као самостално тело, коме је Влада одобрила кредит. За чланови одбора изабрани су, два лекара: Маочанин и Сонденмајер; и три посланика: Јовановић, Вуловић и Павловић.
Основна делатност Одбора, који је имао широка овлашења у циљу сузбијања епидемије била  је:
- идентификација болести,
- увођење санитарног реда у Србији (употреба средстава за личну и колективну хигијену, дезинфекција/дезинсекција одеће, постељине и просторија, купање и шишање)
- изолација заражених,
- организовање и набавка свих потребних ствари за борбу против инфекције и њено сузбијање,
- вршење размене искустава, пружање помоћи и надгледање извршавање наредби.

## Развашљивање
Једна од првих одлука Одбора била је да подигне бараке и три пећи за развашљаивање у Нишу. У том циљу Одбор је одлучио да купи више дезинфекционих апарата и медикамената.  Тако је као једна од првих конкретних мера Одбора, марта месеца 1915. године у Нишу настала прва „Дезинфекциона централа” која је имала дневни капацитет 4-5.000 пари одела, преобуке, ћебади, постељине итд.

## Долазак страних мисија
На апел Државног одбора за сузбијање заразних болести и Владе Србије, најзначајнија помоћ у сузбијању епидемије стигла је почетком марта из Русије, Велике Британије и Француске, али и из САД, Грчке, Швајцарске, Италије, Данске, Холандије, Јапана, Аргентине, Чилеа. Пошиљаоци помоћи су били различити: владе, националне организације Црвеног крста, добротворна удружења и појединци. 
Помоћ из иностранства (лекари специјалисти, болничко особље, неопходна опрема, лекови, новац) била је одлучујући фактор у обуздавању епидемије. Укупно бројно стање страних санитетских мисија износило је 200 лекара, 500 медицинских сестара, 25 пољских болница и више појединачно приспелих добровољаца.

## Значај
О значају оснивања Одбора Начелник санитета српске војске пуковник др Лазар Генчић указо је овим речима на значај оснивања Одбора: 
„Када су у овом рату епидемијске болести почеле косити наше храбре војнике и становништво, наш се Парламент тргао, и из своје средине образовао Државни одбор за сузбијање заразе. Одмах су том одбору стављени милиони на расположење, за борбу, док пре тога начелник санитета није могао благовремено добити потребне суме за лекове, те баш у овом моменту наши војници оскудевају у лековима... и даље наводи...Државни одбор узео је на себе да посредује, те да се и оне суме које војни санитет тражи, што брже и потпуније одобравају. И заиста, сада све брже иде, али је све то дошло доста касно. Многобројне жртве су већ пале, а морални губици су још већи. Установљавање Државног одбора за сузбијање зараза најбољи је аргумент: да треба стално да постоји једно надлештво, које ће имати утицаја, власти и средства, да изводи све своје здравствене и хигијенске задатке. Када се једаред створи Министарство народног здравља, онда ће лако из њега организовати и санитетско одељење Врховне команде за случај рата.